# Morupule Wanderers FC
Der Morupule Wanderers Football Club ist ein 1977 gegründeter botswanischer Fußballverein aus der Stadt Palapye. Aktuell spielt der Verein in der höchsten Liga des Landes, der Botswana Premier League.

## Stadion
Seine Heimspiele trägt der Verein im  Serowe Stadium in Serowe aus. Das Stadion hat ein Fassungsvermögen von 6000 Personen.